# ANTIC Pays basque
Pour les articles homonymes, voir Antic.

logo de l'association

aNTIC (agence Pays basque pour les Nouvelles Technologies de l'Information et de la Communication) est une association française loi de 1901, implantée dans la technopole Izarbel (Bidart, Pyrénées-Atlantiques). L'objectif de l'aNTIC est d'aider les entreprises locales du Pays basque français à l'utilisation des nouvelles technologies.

## Historique
L'aNTIC a été créée en 1995 autour de la communauté d'agglomération de Bayonne, Anglet et Biarritz et pour répondre à l'appel à proposition lancé par le ministère de l'Industrie et des Télécommunications dans le cadre de l'initiative gouvernementale « Autoroutes de l'information ».

## Missions
En 1999, L'Agence Pays basque des NTIC (aNTIC) a pris la forme d’une association à but non lucratif (loi de 1901) pour « mener à bien la politique de développement des nouvelles technologies de la communauté d’agglomération de Bayonne, Anglet, Biarritz sur le territoire à la fois enclavé et crucial en termes de réseaux de communication européens qu'est le Pays basque de France,. »
L'action de l'aNTIC se concentre sur un petit nombre d’objectifs :
- l'observation et la veille comme supports à la prise de décision politique ;
- le soutien à la performance des entreprises par l’utilisation des TIC ;
- le soutien à l'intégration des TIC en éducation et en formation.